# Aljona Wladimirowna Kartaschowa
Aljona  Wladimirowna Kartaschowa (russisch Алёна Владимировна Карташова; * 23. Januar 1982 in Angarsk, Sowjetunion) ist eine russische Ringerin. Sie gewann bei den Olympischen Spielen 2008 in Peking eine Silbermedaille in der Gewichtsklasse bis 63 kg Körpergewicht und wurde außerdem einmal Weltmeisterin und dreimal Europameisterin.

## Werdegang
Aljona Kartaschowa begann als Jugendliche im Jahre 1996 mit dem Ringen. Nach ersten größeren Erfolgen wechselte sie nach Moskau und wurde Mitglied des Sportvereins DUSHOR No. 24 Moskau. Trainiert wurde sie hauptsächlich von Thomas Samoilowitsch Barba und Alexander Suchanow. In Moskau besuchte sie auch eine Universität.
Ihre internationale Ringerlaufbahn begann im Jahre 1998, als sie an der Junioren-Weltmeisterschaft der Altersgruppe „Kadetten“ (bis zum 16. Lebensjahr) teilnahm. Sie belegte dabei in Manchester in der Gewichtsklasse bis 52 kg Körpergewicht den 5. Platz. Im Juniorenalter startete sie dann noch bei der Junioren-Europameisterschaft 2000 in Sofia, wo sie den 4. Platz in der Gewichtsklasse bis 58 kg belegte und bei der Junioren-Weltmeisterschaft 2000 in Nantes, wo sie in der gleichen Gewichtsklasse hinter Seiko Yamamoto aus Japan Vizeweltmeisterin wurde.
In ihren ersten Start bei einer internationalen Meisterschaft bei den Damen absolvierte sie im Jahre 2002. Dabei sorgte sie bei der Weltmeisterschaft in Chalkida/Griechenland in der Gewichtsklasse bis 59 kg gleich für einen Paukenschlag, denn sie wurde dort mit fünf Siegen Weltmeisterin. Im Finale bezwang sie dabei die Schwedin Lotta Andersson. Im Jahre 2003 war sie nicht mehr so erfolgreich. Sie kam bei der Europameisterschaft in Riga in der Gewichtsklasse bis 63 kg, in der sie in den nächsten Jahren an den Start ging, nur auf den 8. Platz, weil sie in ihrem zweiten Kampf von Lene Aanes aus Norwegen besiegt wurde. Auch bei der Weltmeisterschaft dieses Jahres in New York City gewann sie keine Medaille, kam aber nach einer Niederlage gegen Sara McMann aus den Vereinigten Staaten immerhin auf den 5. Platz.
2004 wurde Aljona Kartaschowa in Haparanda Europameisterin. Den Endkampf gewann sie dabei gegen Stéphanie Groß aus Deutschland. Im gleichen Jahr nahm sie dann auch an den Olympischen Spielen in Athen teil. Sie kam dort aber nur zu einem Sieg über Ludmila Golowchenko aus der Ukraine. Gegen Kaori Icho aus Japan und gegen Olga Chilko aus Belarus verlor sie und kam deshalb nur auf den für sie enttäuschenden 8. Platz.
In den Jahren 2005, 2006 und 2007 wurde Aljona Kartaschowa nur bei den Europameisterschaften eingesetzt. Bei der Europameisterschaft 2005 in Warna enttäuschte sie und verlor nach einem gewonnenen Kampf gegen Monika Ewa Michalik aus Polen und gegen Maria Müller aus Deutschland und landete auf dem 8. Platz. Bei der Europameisterschaft 2006 in Moskau konnte sie aber voll überzeugen und sich mit Siegen über Mihaela Panait, Rumänien, Olga Chilko, Agoro Papavasileiou, Griechenland und Monika Ewa Michalik ihren zweiten Europameister-Titel sichern. Fast hätte sie bei der Europameisterschaft 2007 in Sofia den nächsten Titel gewonnen. Nach Siegen über Lise Legrand, Frankreich, Helena Allandi aus Schweden und Monika Ewa Michalik scheiterte sie dort aber im Finale an Stefanie Stüber aus Deutschland und wurde hinter dieser Vize-Europameisterin.
Zum erfolgreichsten Jahr in der Laufbahn von Aljona Kartaschowa wurde dann 2008. Sie gewann zunächst im finnischen Tampere erneut den Europameister-Titel. Auf dem Weg dazu besiegte sie Bianca Mihaela Iancolovici aus Rumänien, Oxana Schalikowa aus der Ukraine, Karin Stingelin aus der Schweiz, Monika Ewa Michalik und Olga Chilko. Bei den Olympischen Spielen in Peking besiegte sie Jelena Schalygina aus Kasachstan, Elina Wasewa aus Bulgarien und Lise Legrand. Im Endkampf unterlag sie aber gegen die mehrfache Weltmeisterin Kaori Icho nach gutem Kampf nach Punkten (0:2 Runden, 0:3 Punkte). Sie gewann damit eine olympische Silbermedaille.
Aljona Kartaschowa setzte ihre Laufbahn auch nach den Olympischen Spielen in Peking fort. Bei der Europameisterschaft 2009 in Vilnius war sie wieder in einer guten Form und besiegte dort u. a. Henna Johansson aus Schweden. Im Finale verlor sie aber gegen ihre Dauerrivalin Monika Ewa Michalik und belegte somit den 2. Platz. Bei der Weltmeisterschaft 2009 war sie nicht am Start. Dafür aber wieder bei der Europameisterschaft 2010 in Baku. Hier startete sie erstmals in der Gewichtsklasse bis 67 kg Körpergewicht und gewann nach einer Niederlage im Halbfinale gegen Kateryna Burmistrowa aus der Ukraine mit einem Sieg über Paulina Grabowska aus Polen eine Bronzemedaille. Zum Abschluss ihrer Laufbahn startete sie 2010 bei der Weltmeisterschaft im heimischen Moskau. Doch ausgerechnet dort verlor sie gleich ihren ersten Kampf gegen Ifeoma Iheanacho aus Nigeria, womit sie ausschied und nur den 14. Platz belegte.
Von den Starts Aljona Kartaschowas bei den russischen Meisterschaften sind nur die Ergebnisse aus den Jahren 2008 und 2010 bekannt. 2008 wurde sie russische Meisterin in der Gewichtsklasse bis 63 kg vor Ljubow Wolossowa und Anna Polownewa und 2010 gewann sie diesen Titel ebenfalls, allerdings in der Gewichtsklasse bis 67 kg. Hier verwies sie Julija Bartnowskaja und Jelena Perepelkina auf die Plätze.

## Internationale Erfolge
| Jahr | Platz  | Wettbewerb                                                | Gewichtsklasse | Ergebnisse |
| 1998 | 5.     | Junioren-WM in Manchester                                 | bis 52 kg      | hinter Saori Yoshida, Japan, Iwona Matkowska, Polen, Ida-Theres Nerell (damals noch Ida-Theres Karlsson), Schweden und Katrina Betts, USA                             |
| 2000 | 4.     | Junioren-EM in Sofia                                      | bis 58 kg      | hinter Tetjana Lasarewa, Ukraine, Malgorzata Kociak, Polen und Sabrina Helbing, Deutschland                                                                           |
| 2000 | 2.     | Junioren-WM in Nantes                                     | bis 54 kg      | hinter Seiko Yamamoto, Japan, vor Diana Djatschenko, Lettland und Francine de Paolo-Martinez, Frankreich                                                              |
| 2002 | 3.     | Großer Preis von Deutschland in Dormagen                  | bis 63 kg      | hinter Nikola Hartmann-Dünser, Österreich und Viola Yanik, Kanada |
| 2002 | 2.     | Welt-Cup in Kairo                                         | bis 59 kg      | hinter Rena Iwama, Japan, vor Oxana Schalikowa, Ukraine und Yan Cuifen, China                                                                                         |
| 2002 | 1.     | WM in Chalkida/Griechenland                               | bis 59 kg      | nach Siegen über Micaela Burnichi, Rumänien, Agora Papavasileiou, Griechenland, Ester Mendoza, Peru, Mabel Fonseca Ramirez, Puerto Rico und Lotta Andersson, Schweden |
| 2003 | 8.     | EM in Riga                                                | bis 63 kg      | nach einem Sieg über Adrienn Szabovik, Ungarn und einer Niederlage gegen Lene Aanes, Norwegen                                                                         |
| 2003 | 5.     | WM in New York City                                       | bis 63 kg      | nach Siegen über Xu Haiyan, Volksrepublik China und Michala Krizkova-Spoutsova, Tschechien und einer Niederlage gegen Sara McMann, USA                                |
| 2004 | 2.     | FILA-Test-Turnier in Athen                                | bis 63 kg      | nach Siegen über Nikola Hartmann-Dünser, Agapi Christodoulaki, Griechenland, Wang Jing, China und Ludmila Golowchenko, Ukraine und einer Niederlage gegen Sara McMann |
| 2004 | 1.     | EM in Haparanda                                           | bis 63 kg      | nach Siegen über Michala Krizkova-Spoutsova, Biruta Licika, Lettland, Sara Eriksson, Schweden und Stéphanie Groß, Deutschland                                         |
| 2004 | 1.     | Klippan-Lady-Open                                         | bis 63 kg      | vor Kristie Marano (Davis), USA, Helena Allandi, Schweden und Kaci Lyle, USA                                                                                          |
| 2004 | 8.     | OS in Athen                                               | bis 63 kg      | nach einem Sieg über Ludmila Golowchenko und Niederlagen gegen Kaori Icho, Japan und Olga Chilko, Belarus                                                             |
| 2005 | 8.     | EM in Warna                                               | bis 63 kg      | nach einem Sieg über Agoro Papavasileiou, Griechenland und Niederlagen gegen Monika Ewa Michalik, Polen und Maria Müller, Deutschland                                 |
| 2006 | 3.     | Klippan-Lady-Open                                         | bis 63 kg      | hinter Monika Ewa Michalik und Olga Chilko |
| 2006 | 1.     | EM in Moskau                                              | bis 63 kg      | nach Siegen über Mihaela Panait, Rumänien, Olga Chilko, Agoro Papavasileiou und Monika Ewa Michalik                                                                   |
| 2007 | 4.     | „Dave-Schultz“-Memorial International in Colorado Springs | bis 63 kg      | hinter Randi Miller, USA, Sara McMann und Anna Polownewa, Russland |
| 2007 | 3.     | Welt-Cup in Krasnojarsk                                   | bis 63 kg      | hinter Jing Ruixue, China und Mio Nishimaki, Japan |
| 2007 | 2.     | EM in Sofia                                               | bis 63 kg      | nach Siegen über Lise Legrand, Frankreich, Helena Allandi und Monika Ewa Michalik und einer Niederlage gegen Stefanie Stüber, Deutschland                             |
| 2008 | 1.     | EM in Tampere                                             | bis 63 kg      | nach Siegen über Bianca Mihaela Ianolovici, Rumänien, Oxana Schalikowa, Ukraine, Karin Stingelin, Schweiz und Monika Ewa Michalik                                     |
| 2008 | Silber | OS in Peking                                              | bis 63 kg      | nach Siegen über Jelena Schalygina, Kasachstan, Elina Wasewa, Bulgarien und Lise Legrand und einer Niederlage gegen Kaori Icho                                        |
| 2009 | 2.     | EM in Vilnius                                             | bis 63 kg      | nach Siegen über Martina Zyklova, Tschechien, Teresa Mendez, Spanien und Henna Johansson, Schweden und einer Niederlage gegen Monika Ewa Michalik                     |
| 2009 | 1.     | Pokalturnier in Tschechow                                 | bis 67 kg      | vor Kateryna Burmistrowa, Ukraine, Irina Bogdanowa und Darima Sanschejewa, beide Russland                                                                             |
| 2010 | 3.     | Golden-Grand-Prix in Krasnojarsk                          | bis 63 kg      | hinter Seiko Yamamoto und Julija Ostaptschuk, Ukraine |
| 2010 | 2.     | Klippan-Lady-Open                                         | bis 63 kg      | hinter Monika Ewa Michalik und vor Henna Johansson und Audrey Prieto, Frankreich                                                                                      |
| 2010 | 3.     | EM in Baku                                                | bis 67 kg      | nach Sieg über Maja Gunvor Erlandsen, Norwegen, Niederlage gegen Kateryna Burmistrowa und Sieg über Paulina Grobowska, Polen                                          |
| 2010 | 14.    | WM in Moskau                                              | bis 67 kg      | nach einer Niederlage gegen Ifeoma Iheanacho, Nigeria |
| 2010 | 2.     | Pokalturnier in Tschechow                                 | bis 63 kg      | hinter Julija Ostaptschuk, vor Inna Traschenkowa und Walerijs Lomiski, beide Russland                                                                                 |
| 2011 | 6.     | Welt-Cup in Liévin                                        | bis 63 kg      | Siegerin: Kaori Icho vor Justine Bouchard, Kanada und Jing Ruixue |

## Russische Meisterschaften
(soweit bekannt)
| Jahr | Platz | Gewichtsklasse | Ergebnisse                                                      |
| 2008 | 1.    | bis 63 kg      | vor Ljubow Wolossowa, Anna Polownewa und Larissa Kanajewa       |
| 2010 | 1.    | bis 67 kg      | vor Julija Bartnowskaja, Jelena Perepelkina und Irina Bogdanowa |

## Erläuterungen
- alle Wettbewerbe im freien Stil
- OS = Olympische Spiele, WM = Weltmeisterschaft, EM = Europameisterschaft